# Idiotrochus alatus
Idiotrochus alatus är en korallart som beskrevs av Stephen D. Cairns 2004. Idiotrochus alatus ingår i släktet Idiotrochus och familjen Turbinoliidae. Inga underarter finns listade i Catalogue of Life.